# Wiązowa (Góry Krucze)
Wiązowa (niem. Ulmen Berg, 800 m n.p.m.) – szczyt w południowo-zachodniej Polsce, w południowej części Gór Kruczych, w Sudetach Środkowych.
Zbudowany z permskich porfirów. Położony pomiędzy szczytami Głazica a Jaworowa.